# Centistes microvalvis
Centistes microvalvis är en stekelart som beskrevs av Sergey A. Belokobylskij 1992. Centistes microvalvis ingår i släktet Centistes och familjen bracksteklar. Inga underarter finns listade.